# 레고랜드 코리아 리조트
레고랜드 코리아 리조트(영어: Legoland Korea Resort)는 대한민국 강원특별자치도 춘천시 중도에 위치한 레고 테마파크이다. 2022년 5월 5일 어린이날에 개장했다.

## 찾아가는 길
- 경춘선(● 수도권 전철 경춘선) 춘천역
- 서울양양고속도로 남춘천 나들목
- 중앙고속도로 춘천 나들목

## 비판/사건사고

### 유적지/문화재 훼손
건설 당시 유적지와 문화재를 훼손했다는 논란이 있다. 일부에서는 레고랜드 코리아 리조트를 철거하자는 반응이 많다.
해당 논란은 빠르게 확산되었었다. 레고랜드 코리아 리조트는 문화재 박물관도 건립할 약속을 지켰다고 하나 문화재 박물관은 현재까지도 건립되지 않았다.

### 놀이기구 연속 운행 정지 사건
2022년에 어린이날 100주년 정식 개장을 앞둔 3일 전인 5월 2일 12시 54분쯤 탑승객들을 태운 롤러코스터 드래곤 코스터가 갑자기 멈추는 사건이 발생하였다. 사건의 원인은 안전 점검 표시가 들어와서 롤러코스터의 운행을 멈췄으며, 출발을 대기하고 있는 롤러코스터를 제외한 2대의 롤러코스터 승객 40여명을 15분만에 안전하게 구조한 후 안전 점검을 한 후 문제가 없다고 판단하여 롤러코스터 정상 운행을 재개했다.
그러나 정식 개장일인 2022년 5월 5일 개장 6시간만에 또다시 멈추었다.
5월 6일에도 멈춤 사고가 또 발생하여 문제가 된 열차를 회수하고 롤러코스터 3대 운영에서 2대로 축소 운영하고 있다.
2022년 7월 5일에도 드래곤 코스터가 또 멈추었다. 개장 이후 4번째다. 당시 탑승 중이던 승객들 29명은 구조될 때까지 40분 동안 공중에서 기다려야 했다. 원인은 순간 정전으로 인한 비상정지로 밝혀졌다.
약 2주 뒤 7월 21일에는 전망대가 갑자기 정지하면서 탑승객 19명이 25m 상공에서 고립되었다가 2시간만에 구조되었다.
춘천시는 정밀 안전점검을 시행하여 놀이기구에서 중대한 결함이 발견될 경우 해당 기구의 운행정지나 철거 등 행정 명령을 예고했다.

### 편의시설 부족
벤치나 실외 휴식공간에 그늘막이 설치된 곳이 단 한 곳 밖에 없다는 상당히 큰 문제가 있다. 부지 자체가 강 위의 하중도인지라 그대로 햇볕이 내리쬐는 구조인데, 이를 피하기 위해선 실내 시설에 들어가거나 그 단 한 곳을 찾아 들어가는 방법 외엔 없다. 또한 식당의 메뉴가 너무 한정된 것도 문제점으로 지적되고 있다. 메뉴판을 봐도 거의 모든 메뉴들이 패스트 푸드로만 채워져 있는 것을 볼 수 있다.
그나마 양식이 아닌 건 떡볶이, 꼬치어묵, 오징어튀김 정도다. 저연령대를 대상으로 한 것을 감안해도 '이건 좀 심한 거 아니냐'는 비판이 이용 후기에서 여럿 지적되고 있다. 소재지인 춘천의 특산물인 닭갈비를 활용한 메뉴나, 하다 못해서 닌자고의 컨셉을 활용한 돈까스, 우동 같은 일식이라도 있었으면 나았을 것이라는 지적이 나오기도 했다.

## 같이 보기
- 레고랜드 사태
- 강원중도개발공사